# Pseudobaeckea
Pseudobaeckea es un género   de plantas   perteneciente a la familia Bruniaceae.  Comprende 13 especies descritas y de estas, solo 2 aceptadas.

## Taxonomía
El género fue descrito por Franz Josef Niedenzu y publicado en Die Natürlichen Pflanzenfamilien 3(2a): 136. 1891. La especie tipo no ha sido designada.
Etimología
Pseudobaeckea: nombre genérico compuesto del prefijo latino pseudo que significa "similar"  y del género Baeckea

## Especies aceptadas
A continuación se brinda un listado de las especies del género Pseudobaeckea aceptadas hasta octubre de 2013, ordenadas alfabéticamente. Para cada una se indica el nombre binomial seguido del autor, abreviado según las convenciones y usos.
- Pseudobaeckea africana Pillans
- Pseudobaeckea cordata Nied.